# Диродийцерий
Диродийцерий — бинарное неорганическое соединение
родия и церия
с формулой CeRh2,
кристаллы.

## Получение
- Сплавление стехиометрических количеств чистых веществ:

{\displaystyle {\mathsf {2Rh+Ce\ {\xrightarrow {T}}\ CeRh_{2}}}}

## Физические свойства
Диродийцерий образует кристаллы
кубической сингонии,
пространственная группа F d3m,
параметры ячейки a = 0,7538 нм, Z = 8,
структура типа магнийдимеди Cu2Mg (фаза Лавеса)
.